# Cannagara
Cannagara is een geslacht van vlinders van de familie spanners (Geometridae), uit de onderfamilie Ennominae.

## Soorten
- C. aorisaria Walker, 1860
- C. bogada Schaus, 1901
- C. bubona Druce, 1892
- C. himerodes Warren, 1906
- C. sagiva Schaus, 1901